# Okręg wyborczy Hitchin
Okręg wyborczy Hitchin powstał w 1885 i wysyłał do brytyjskiej Izby Gmin jednego deputowanego. Okręg położony był w hrabstwie Hertfordshire. Został zlikwidowany w 1983 roku.

## Deputowani do brytyjskiej Izby Gmin z okręgu Hitchin
- 1885–1892: Robert Dimsdale, Partia Konserwatywna
- 1892–1906: George Hudson, Partia Konserwatywna
- 1906–1910: Julius Bertram, Partia Liberalna
- 1910–1911: Alfred Hillier, Partia Konserwatywna
- 1911–1923: lord Robert Cecil, Partia Konserwatywna
- 1923–1931: Guy Molesworth Kindersley, Partia Konserwatywna
- 1931–1933: Anthony Bulwer-Lytton, wicehrabia Knebworth, Partia Konserwatywna
- 1933–1941: Arnold Wilson, Partia Konserwatywna
- 1941–1945: Seymour Berry, Partia Konserwatywna
- 1945–1950: Philip Jones, Partia Pracy
- 1950–1955: Nigel Fisher, Partia Konserwatywna
- 1955–1964: William Maddan, Partia Konserwatywna
- 1964–1974: Shirley Williams, Partia Pracy
- 1974–1983: Ian Stewart, Partia Konserwatywna